# Amira Willighagen

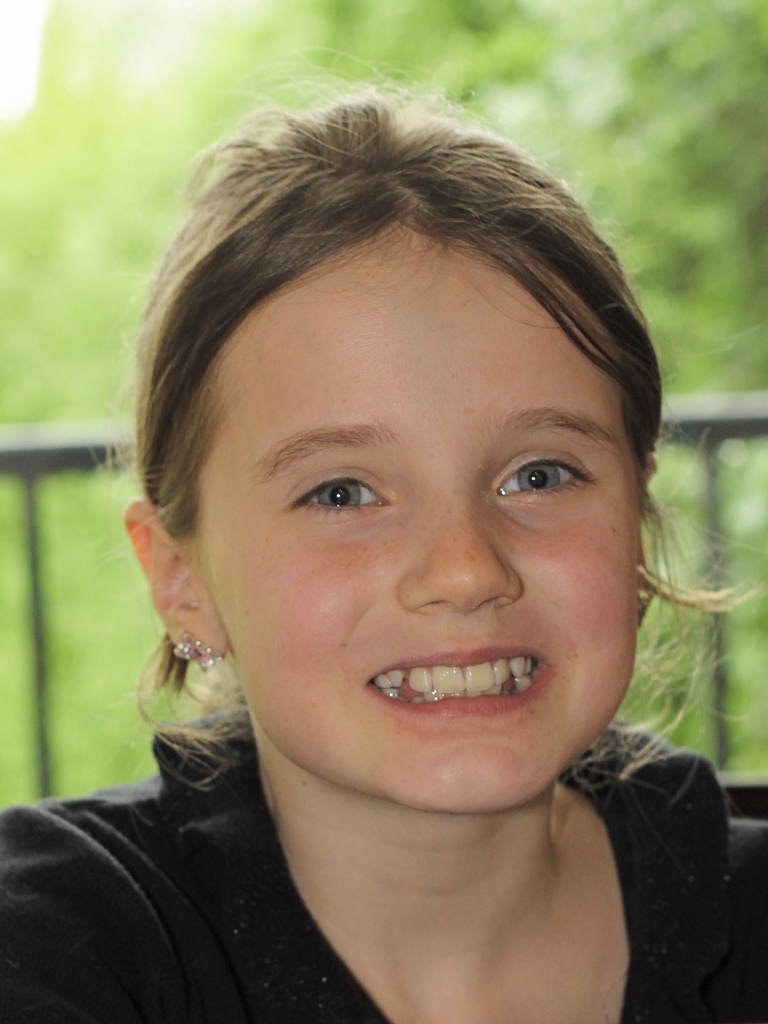
Amira vào tháng 05 năm 2014

Amira Willighagen sinh ngày 27 tháng 03 năm 2004, ở Nijmegen, Hà Lan, và trở nên nổi tiếng nhờ tài năng diễn xuất với tư cách là ca sĩ hát nhạc opera và thể loại nhạc cổ điển khác lúc 9 tuổi mà chưa từng qua trường lớp đào tạo.
Vào tháng 10 năm 2013, Willighagen tham dự cuộc thi Got Talent và gây ấn tượng mạnh với giám khảo với bài hát "O mio babbino caro" từ vở opera Giacomo Puccini của Gianni Schicchi. Đoạn video bài hát nhanh chóng được nhiều người xem trên YouTube với 36 triệu lượt xem tính đến tháng 06 năm 2015. Ở vòng bán kết, Willighagen đã hát bài "Ave Maria (Bach/Gounod)" của Charles Gounod. Vào ngày 28 tháng 12 năm 2013, Willighagen chiến thắng cuộc thi Tìm kiếm tài năng với bài hát "Nessun dorma", một aria cho Tenor từ opera của Puccini Turandot. Sau đó, cô nhận được 50% phiếu bầu từ khán giả truyền hình.
Vào tháng 02 năm 2014, Willighagen ra mắt đĩa đơn đầu tiên với tiêu đề Amira. Album này chứa 10 bài bao gồm các bài hát Amira trình diễn tại Holland's Got Talent. Album phát hành ở Hà Lan vào ngày 28 tháng 03, đạt album Vàng chỉ 2 tuần sau đó, tương ứng với 10000 lượt copy hoặc tải về.
Vào tháng 08 năm 2015, Willighagen cho ra album thứ hai, phát hành vào tháng 11 năm 2015 và mang tựa đề Merry Christmas. Bên cạnh bài hát được chọn noëls, album cũng chứa nhiều bài hát aria khác.

## Danh sách đĩa nhạc

### Các album
| Tiêu đề         | Năm  | Thứ hạng cao nhất | Thứ hạng cao nhất | Thứ hạng cao nhất |
| Tiêu đề         | Năm  | NET               | BEL               | US Classical      |
| --------------- | ---- | ----------------- | ----------------- | ----------------- |
| Amira           | 2014 | 1                 | 115               | 7                 |
| Merry Christmas | 2015 | 69                | 200               | -                 |